# Manjula Kumara
Manjula Kumara Wijesekara (né le 30 janvier 1984) est un athlète sri-lankais, spécialiste du saut en hauteur.

## Biographie
Il remporte la médaille d'or du saut en hauteur lors des championnats d'Asie 2005 et 2009. 
Il a détenu le record du Sri Lanka du saut en hauteur avec 2,27 m, établis à deux reprises en 2004 et 2005. Il améliore son record personnel en salle datant de 2006 le 19 février 2016 lors des Championnats d'Asie en salle 2016 où il se classe troisième de la finale en 2,24 m.

## Palmarès
| Date | Compétition                   | Lieu        | Résultat | Marque |
| ---- | ----------------------------- | ----------- | -------- | ------ |
| 2001 | Championnats du monde cadets  | Debrecen    | 8e       | 2,10 m |
| 2002 | Championnats du monde juniors | Kingston    | 9e       | 2,14 m |
| 2002 | Championnats d'Asie           | Colombo     | 5e       | 2,15 m |
| 2002 | Jeux asiatiques               | Busan       | 8e       | 2,10 m |
| 2002 | Championnats d'Asie juniors   | Bangkok     | 5e       | 2,15 m |
| 2003 | Championnats d'Asie           | Manille     | 11e      | 2,10 m |
| 2004 | Jeux olympiques               | Athènes     | qual.    | 2,20 m |
| 2005 | Championnats d'Asie           | Incheon     | 1er      | 2,27 m |
| 2005 | Championnats du monde         | Helsinki    | qual.    | 2,15 m |
| 2006 | Jeux asiatiques               | Doha        | 7e       | 2,15 m |
| 2009 | Championnats d'Asie           | Canton      | 1er      | 2,23 m |
| 2010 | Jeux asiatiques               | Guangzhou   | 6e       | 2,19 m |
| 2010 | Jeux du Commonwealth          | New Delhi   | 9e       | 2,15 m |
| 2013 | Championnats d'Asie           | Pune        | 8e       | 2,18 m |
| 2014 | Jeux asiatiques               | Incheon     | 12e      | 2,15 m |
| 2015 | Championnats d'Asie           | Wuhan       | 6e       | 2,20 m |
| 2015 | Jeux mondiaux militaires      | Mungyeong   | 6e       | 2,20 m |
| 2016 | Championnats d'Asie en salle  | Doha        | 3e       | 2,24 m |
| 2017 | Championnats d'Asie           | Bhubaneswar | 6e       | 2,20 m |
| 2017 | Jeux asiatiques en salle      | Achgabat    | 3e       | 2,21 m |
| 2018 | Jeux du Commonwealth          | Gold Coast  | finale   | NM     |

## Records
| Épreuve         | Épreuve   | Performance | Lieu            | Date                             |
| --------------- | --------- | ----------- | --------------- | -------------------------------- |
| Saut en hauteur | Plein air | 2,27 m      | Colombo Incheon | 23 juillet 2004 4 septembre 2005 |
| Saut en hauteur | En salle  | 2,24 m      | Doha            | 19 février 2016                  |